# Selo D. Carlos (Mouchon)
Trata-se de uma emissão de selos com efígie do Rei D. Carlos, gravada pelo francês Louis-Eugène Mouchon.

## História
Os selos da emissão anterior desagradaram tanto ao público como a filatelistas e outros especialistas, sobretudo críticos do trabalho da Casa da Moeda, pelo que foram substituídos por este novo tipo a partir de 1895.
As gravuras foram encomendadas a Louis-Eugène Mouchon, gravador francês de reconhecido mérito, responsável pela emissão base francesa da mesma época, bem como pela posterior tipo "Semeuse" de 1903. O estilo de desenho e qualidade de trabalho levou à distinção dos selos por si gravados como sendo de "tipo Mouchon", reconhecido também nos selos belgas com a efígie do Rei Leopold II de 1884. Nos selos portugueses Já tinha sido responsável pela gravação da efígie de D. Luis I para a emissão de 1882.
O desenho e a gravura são da autoria de Louis-Eugène Mouchon e foram impressos na Casa da Moeda, em folhas de 28 e 150 selos com denteado 12,5.

## Taxas e circulação

### Continente
Foram feitas duas emissões, uma iniciada em 1 de Novembro de 1895 com catorze taxas, e uma segunda com oito taxas posta em circulação a partir de 1 de Julho de 1898 com novas taxas entretanto necessárias, e alteração de cores noutras de acordo com o determinado na mais recente reunião da União Postal Universal.  Foram feitas várias tiragens utilizando papeis de diferentes tipos. As totalidade das taxas emitidas é a referidas na tabela seguinte, tendo estes selos sido todos retirados de circulação até 31 de agosto de 1910:
| Valor    | Cor                    | Selos emitidos | Entrada em circulação |
| -------- | ---------------------- | -------------- | --------------------- |
| 2 ½ reis | cinzento               | 225.745.000    | 1/11/1895             |
| 5 reis   | laranja                | 161.318.400    | 1/11/1895             |
| 10 reis  | verde claro            | 49.988.900     | 1/11/1895             |
| 15 reis  | castanho               | 1.475.300      | 1/11/1895             |
| 15 reis  | verde                  | 5.266.000      | 1/1/1899              |
| 20 reis  | violeta                | 13.891.300     | 1/11/1895             |
| 25 reis  | verde                  | 58.150.000     | 1/11/1895             |
| 25 reis  | carmim                 | 271.591.000    | 1/1/1899              |
| 50 reis  | azul                   | 11.290.000     | 1/11/1895             |
| 50 reis  | ultramar               | 11.876.000     | ?/7/1905              |
| 65 reis  | azul cinzento          | 9.674.000      | 1/7/1898              |
| 75 reis  | rosa                   | 3.936.000      | 1/11/1895             |
| 75 reis  | castanho sobre amarelo | 7.162.000      | ?/7/1905              |
| 80 reis  | lilás                  | 2.097.000      | 1/11/1895             |
| 100 reis | azul escuro sobre azul | 6.090.000      | 1/11/1895             |
| 115 reis | laranja sobre rosa     | 880.000        | 1/7/1898              |
| 130 reis | castanho sobre amarelo | 3.664.000      | 1/7/1898              |
| 150 reis | castanho sobre creme   | 412.000        | 1/11/1895             |
| 180 reis | ardósia sobre rosa     | 680.000        | 1/7/1898              |
| 200 reis | violeta sobre rosa     | 2.840.000      | 1/11/1895             |
| 300 reis | azul sobre rosa        | 890.000        | 1/11/1895             |
| 500 reis | preto sobre azul       | 618.000        | 1/7/1896              |

### Ilhas adjacentes e ex-colónias

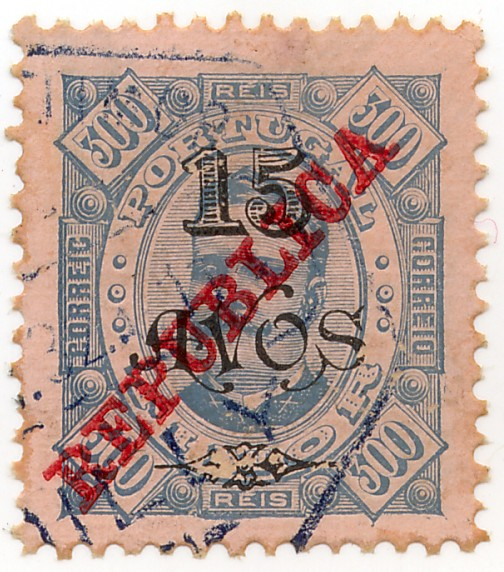
Selo D. Carlos, Timor Português

Foram emitidos selos do tipo Mouchon para os territórios ultramarinos portugueses com pequenas alterações, sendo a taxa inscrita nos dois escudetes dos cantos superiores da moldura, e o local em baixo, no espaço onde nos selos do continente se encontra a taxa.